# Mjakinino
Mjakinino (Russisch: Мякинино) is een station aan de Arbatsko-Pokrovskaja-lijn van de Moskouse metro. Het is het eerste station buiten de stadsgrens van Moskou, gelegen bij het bestuursgebouw van de Oblast Moskou, het gebied om Moskou heen. Het station is op maaiveld niveau gebouwd als een grote doos die bescherming biedt tegen de strenge winters. Aan de zuidkant van het station sluit het station aan op de tunnel uit Strogino, aan de noordkant klimt de trein naar de brug over de Moskva die de metro weer binnen de stadsgrens brengt. Als een van de weinige stations van de Moskouse metro heeft het zijperrons. 

## Galerij

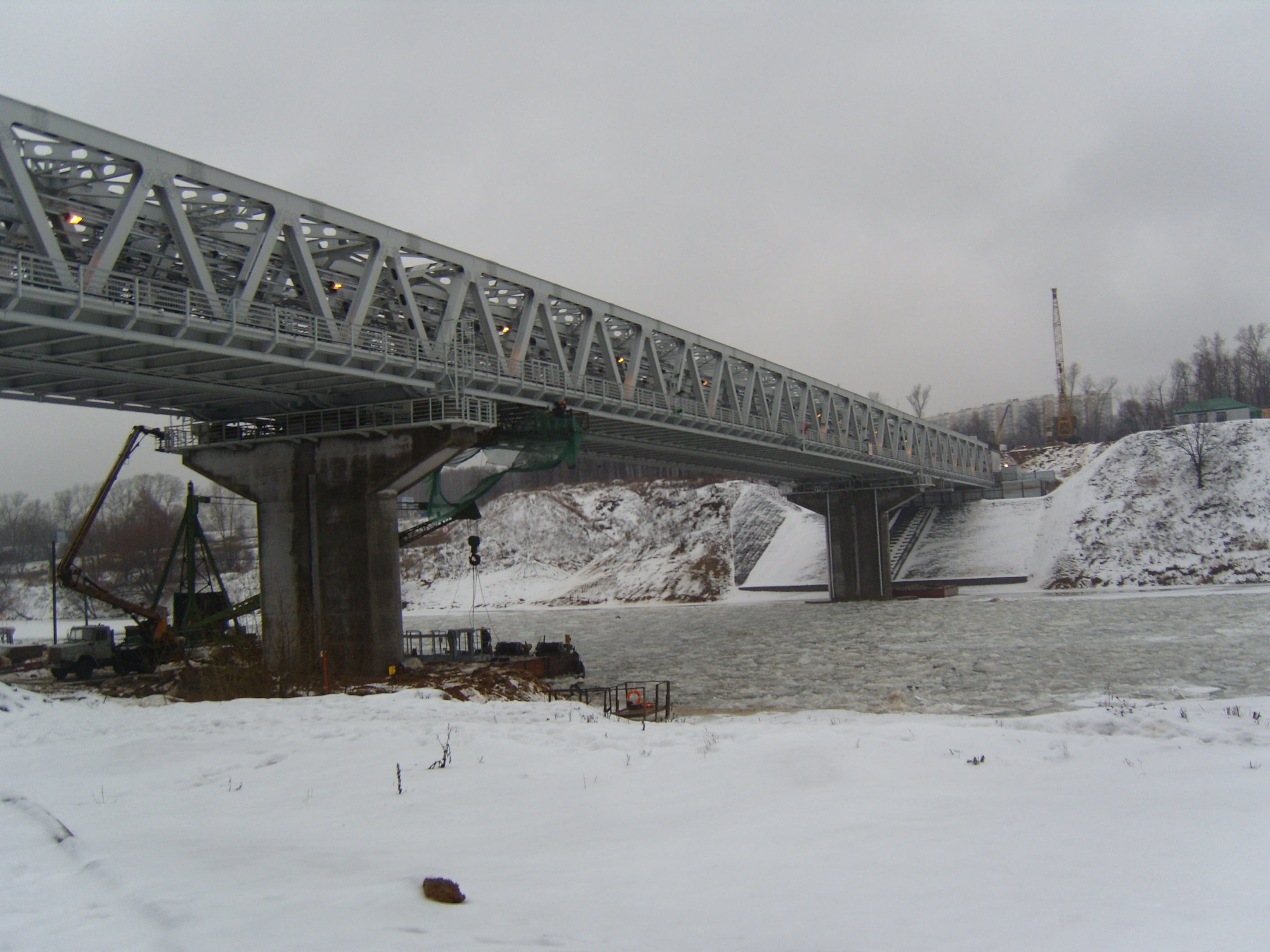
De metrobrug direct ten noorden van het station